# 索超

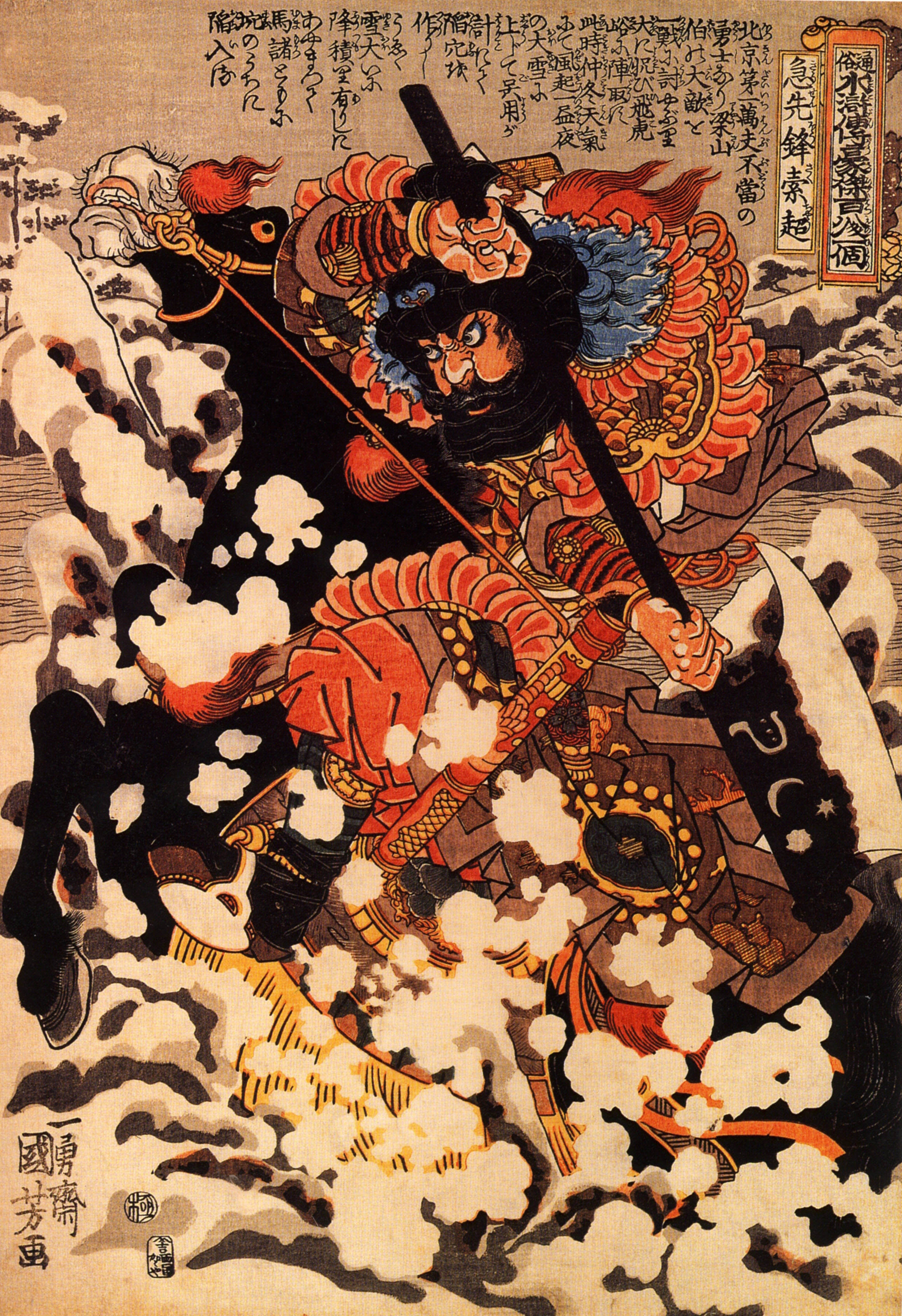
歌川国芳「通俗水滸伝豪傑百八人之一個・急先鋒索超」

索 超（さく ちょう、Sǔo Chāo）は、中国の小説で四大奇書の一つである『水滸伝』の登場人物。

## キャラクター概要
天空星の生まれ変わりで、序列は梁山泊第十九位の好漢。渾名は急先鋒（きゅうせんぽう）で、短気で無鉄砲な性格だったことに由来。
金蘸斧（きんさんぷ）という金色の大きな斧を得物とする。北京大名府の梁世傑の下で牌軍（軍の隊長）を務めていた。

## 物語中での活躍
はじめ、北京大名府の牌軍であった。罪を犯して北京大名府に流されてきた楊志を役職に登用させるため試合が行われ、弟子の周謹が挑むが惨敗した。これに納得いかない索超は、楊志に試合を申し込むが甲乙つけ難い見事な戦いを繰り広げた。これを喜んだ梁世傑によって楊志とともに提轄使に任命された。
その後、梁山泊軍が盧俊義を救出しようと北京大名府を攻めると、守将のひとりとして李成・聞達と共に必死で戦ったが、関勝も加わった2度目の戦いで落とし穴に落ちて捕虜となる。楊志は既に梁山泊入りしていたので、彼の説得もあって梁山泊に加わった。東昌府攻めでは張清の礫で負傷する。
百八星集結後は、梁山泊の八驃騎兼先鋒使を務め、西の山塞を守護する。童貫率いる討伐軍との戦いでは、九宮八卦陣の西南陣を担当し、敵将のひとり王義を討ち取る。朝廷帰順後の遼国戦では、檀州攻めの後に盧俊義の隊となる。薊州では、敵将のひとり咬児惟康を討ち取る。兀顔光の混天象陣には、呼延灼の副将となって戦う。
方臘討伐戦では、揚州・宣州・杭州と進み、石宝との戦いで流星錘を顔面に受けて戦死した。